# میلگای
latitudeمیلگایlongitudeمیلگای
میلگای (به انگلیسی: Milngavie، تلفظ: ‎i‎/m[invalid input: 'ɨ']lˈɡaɪ/‎، məl-GUY) یک شهرک در اسکاتلند است که در دونبارتونشر شرقی واقع شده‌است.

## خصوصیات
میلگای ۱۲٬۷۹۵ نفر جمعیت دارد.